# Paca Blanco
Paca Blanco Díaz (Madrid, 13 de febrero de 1949) es una feminista, ecologista, antifascista, antinuclear, anticapitalista y pensionista española. Fue una de las fundadoras de Ecologistas en Acción y forma parte de la Plataforma de Afectados por la Hipoteca, entre otras.

## Biografía
Francisca Blanco Díaz nació en Madrid el 13 de febrero de 1949.Su padre fue un preso político republicano que estuvo en un campo de concentración casi hasta morir. Cuando murió, ella tenía 16 años. Sacó el graduado escolar cuando ya era madre de 5 hijos. Le habría gustado ir a la Universidad reglada, pero no le fue posible. Para ella, la vida es una universidad que enseña a quienes quieren aprender. Leía mucho. En su juventud iba a buscar libros prohibidos de Marx, Troski, Engels. Leía y pensaba en todas las injusticias que sufrió su padre, y en lo que había visto y sufrido ella misma en los reformatorios. La capacidad de relacionar lo que leía con lo que veía a su alrededor es para ella la base de la cultura. Ha vivido en varias localidades españolas y tuvo una vida laboral "irregular", teniendo que trabajar en lo que pudo, sin mirar la calidad del trabajo porque tenía que sacar a sus hijos adelante.

### Trayectoria activista
Fue una de las fundadoras de Ecologistas en Acción.Forma parte del Movimiento Ibérico Antinuclear, del Foro Extremeño Antinuclear y de la Plataforma Recuperar Valdecañas. Desde el área de energía de Ecologistas en Acción imparte charlas sobre pobreza energética y ahorro energético por todo Madrid. Participa en el grupo “Género y energía” y en la Plataforma por un Nuevo Modelo Energético (Px1NME) y en la Red de Mujeres por una Transición Energética Ecofeminista.

#### Construcción ilegal de Valdecañas
En el año 2006, unos piragüistas avisaron con una llamada a Ecologistas en Acción de que el río Tajo estaba seco.Se encendieron las alarmas y se enteraron de que había un proyecto de urbanización para turistas, que resultó ser, un resort de lujo promovido por el constructor y promotor José María Gea. Blanco vivía en El Gordo, localidad cacereña cercana a Madrid, donde era asequible vivir y donde ella y su pareja rehabilitaron una casa con sus propias manos. En esa localidad comenzaron a construir ilegalmente una urbanización que, como coordinadora de Ecologistas en Acción en Extremadura, tenía que denunciar.
En el año 2007 Ecologistas en Acción llevó a los tribunales la construcción ilegal del complejo turístico de lujo Isla Marina de Valdecañas, en Extremadura, construido en un espacio con tres protecciones medioambientales (ZEPA, LIC y Red Natura 2000). La Junta de Extremadura, entonces presidida por Juan Carlos Rodríguez Ibarra, aprobó un decreto para poder construir en la Isla de Valdecañas, como Proyecto de Interés Regional (PIR).
En el año 2011, el Tribunal Superior de Justicia de Extremadura les dio la razón por considerar que la urbanización no contaba con las condiciones necesarias para ser un PIR, y ordenó su derribo. La Junta recurrió al Supremo. En 2011, personas de la cultura y representantes de movimientos sociales firmaron un manifiesto de solidaridad con Blanco, ante el cúmulo de agresiones sufridas con la pasividad de las autoridades públicas. Blanco abandonó en 2011 Extremadura a causa de la persecución y acoso de los que fue víctima desde el año 2007 en la localidad donde residía, por denunciar la construcción ilegal.
También en 2014, 2019 y 2022, diversas sentencias han vuelto a ordenar el derribo de un complejo construido ilegalmente e irregularmente legalizado.

#### Centrales nucleares Almaraz
Desde Ecologistas en Acción Extremadura y la Plataforma Antinuclear Cerrar Almaraz (PACA) convocaron desde 2008 marchas y concentraciones para pedir el cierre de las centrales nucleares Almaraz I y II, ubicadas en Cáceres, cuyo permiso de funcionamiento expiraba en 2010, pero fue ampliado 20 años más, a pesar de sus sistemáticas averías.

#### Plataforma de Afectados por la Hipoteca
Tras abandonar El Gordo por el acoso recibido por denunciar la construcción de Valdecañas, se trasladó con su pareja a Madrid, a casa de su hijo que en ese tiempo vivía en Brasil. La vivienda pertenecía a la Empresa Municipal de la Vivienda y Suelo de Madrid (EMVS). Desde 2015 está esperando que se regule su situación y se le cobre un alquiler social. Alegan que le falta un requisito de todos lo que le exigen. Por eso, la administración la considera una okupa. Ha cuidado de su madre y de su hija hasta que fallecieron y cuida a su compañero con cáncer. Viven con su pensión de 600€. Forma parte de la Plataforma de Afectados por la Hipoteca de Madrid (PAH). 
Gracias a estar en la PAH y la lucha energética, he comprendido que una vivienda digna no es solo la vivienda, son también los suministros. La energía es un derecho, es imprescindible para desarrollar nuestra vida, como el aire, el agua o la alimentación.

### Trayectoria política
En el año 2019 fue candidata con el número 12 en la lista electoral de la coalición electoral Izquierda Unida-Madrid En Pie Municipalista (IU-MpM) a las elecciones municipales de Madrid.

## Premios y reconocimientos
- 2022: Uno de los tres testimonios recogidos en el documental Historias del Poder y la Vida. Testimonios de lucha contra la corrupción urbanística y ambiental dirigido por Pablo Llorca y Manuel Ruíz.[22]
- 2020: Aparición en Fabricando Mujeres 2.0, documental realizado por Al Borde Films para SETEM Hego Haizea que aborda las violencias machistas presentes en el consumo capitalista (min. 9:10).[23]